# Kde domov můj?
Kde domov můj? (¿Dónde está mi hogar?) es el himno nacional de la República Checa. También fue el de Checoslovaquia: la primera parte era el himno checo; y la segunda, el eslovaco. 
La música la escribió el compositor František Jan Škroup, y la letra fue escrita por Josef Kajetán Tyl como parte de la comedia Fidlovačka aneb žádný hněv a žádná rvačka en 1834. Fue escuchada por primera vez en Stavovské Divadlo (Estates Theatre) en Praga el 21 de diciembre de 1834. La canción original consiste de dos versos. Su letra describe poéticamente las bellezas del paisaje checo con sus bosques, riachuelos y jardines en flor. Ese paisaje parece un paraíso terrenal, dice la letra. Por su carácter emotivo, el himno nacional checo difiere de los acordes marciales de la mayoría de los himnos nacionales. 
La letra original, en checo es la siguiente:
1.
Kde domov můj, kde domov můj,
Voda hučí po lučinách,
bory šumí po skalinách,
v sadě skví se jara květ,
zemský ráj to na pohled,
A to je ta krásná země,
země česká, domov můj,
země česká, domov můj.
2.
Kde domov můj kde domov můj,
V kraji znáš-li bohumilém
duše útlé v těle čilém
mysl jasnou vznik a zdar
a tu sílu vzdoru zmar
to je Čechů slavné plémě
mezi Čechy domov můj
mezi Čechy domov můj!

## En español
1
Donde está mi hogar, donde está mi hogar,
el agua susurra en las praderas,
los pinares murmuran por las laderas
en el huerto brilla la flor primaveral
como deleite del paraíso terrenal,
esa es la preciosa tierra,
tierra checa, mi hogar,
tierra checa, mi hogar.
2
Donde está mi hogar, donde está mi hogar,
si conoces en la una meritoria región
de grácil alma en un cuerpo vivaz
claro pensamiento, el origen y prosperidad
y la fuerza pese a las derrotas
son los checos, célebre estirpe.
Entre los checos está mi casa
Entre los checos está mi casa
- Datos: Q483590
- Multimedia: National Anthem of the Czech Republic / Q483590